# Музеј Халвил
Музеј Халвил (швед. Hallwylska museet) је шведски национални музеј смештен у историјској кући Халвил у улици Хамнгатан 4, у центру Стокхолма. Кућа је некада припадала грофу и грофици фон Халвил, али је поклоњена шведској држави 1920. да би на крају постала музеј. 1938. године музеј је званично отворен.

## Историја
Кућа Халвил (швед. Hallwylska palatset) изграђена је 1893 – 1898. по пројекту Исака Густава Класона за грофа Валтера фон Халвила и његову супругу Вилхелмину. Направљена је да буде канцеларија грофа, као и за обимну уметничку колекцију грофице. Ту су током зиме и живели Вилхелмина и Валтер фон Халвил. Док је екстеријер зграде и дворишта историјски по стилу - позајмљујући архитектонске елементе из средњовековних прототипова и ренесансне Венеције - ентеријер је био потпуно модеран по завршетку - укључујући струју, централно грејање, телефоне и купатила. Лифт је био каснији додатак.
Грофица је сакупљала уметничка дела током својих светских путовања како би основала музеј, па је палата поклоњена Шведској држави 1920. године, деценију пре њене смрти. Музеј, укључујући многе просторије у којима су некада живели, отворен је за јавност 1938. године.
Музеј Халвил, заједно са замком Скоклостер и Краљевском оружарницом, део је владине агенције познате као Краљевска оружарница и замак Скоклостер са Фондацијом Халвил Музеја (Livrustkammaren och Skoklosters slott med Stiftelsen Hallwylska museet).

## Колекције
- Сребрна соба
- Галерија
- Кухиња
- Салон за пушење
- Божић у музеју
- Трпезарија
- Соба порцелана

Кућа Халвил је поклоњена шведској држави под условом да остане непромењена. Данас је кућа сачувана онаква каква је била када је грофица фон Халвил поклонила кућу. Музеј садржи сачуване собе из касног викторијанског периода у Шведској дајући увид у стил живота племства у Стокхолму у то време.
Збирка Халвил, која се ту налази, обухвата око 50.000 предмета.

## Галерија
- Јан Грифер
- Петер Ертсен
- Питер Бројгел млађи